# Omar Camporese
Omar Camporese (* 8. Mai 1968 in Bologna) ist ein ehemaliger italienischer Tennisspieler.

## Leben
Camporese trat 1986 beim Juniorenturnier der French Open an, wo er das Achtelfinale erreichte. Beim Juniorenturnier von Wimbledon schied er in der zweiten Runde gegen Petr Korda aus, stand jedoch im Viertelfinale der Doppelkonkurrenz. Beim Juniorenturnier der US Open folgte eine weitere Zweitrunden-Niederlage im Einzel, im Doppel erreichte er allerdings das Halbfinale. Im darauf folgenden Jahr wurde er Tennisprofi, konnte sein erstes Profijahr allerdings nicht besonders erfolgreich gestalten. Seine besten Ergebnisse hatte er an der Seite von Eugenio Rossi, mit dem er schon seit seiner Juniorenzeit zusammen spielte. Unter anderem erreichten sie das Halbfinale von Bologna sowie das Halbfinale beim Challenger-Turnier von Enugu.
Im Doppel errang er zwischen 1989 und 1991 fünf Titel, darunter beim Masters-Turnier von Rom; zudem stand er in diesem Zeitraum in vier weiteren Finalbegegnungen. Sein häufigster Doppelpartner war dabei Goran Ivanišević. Im Laufe seiner Karriere konnte er zudem zwei Einzeltitel auf der ATP World Tour erringen. Seine höchste Notierung in der Tennisweltrangliste erreichte er 1992 mit Position 18 im Einzel sowie Position 27 im Doppel.
Sein bestes Einzelergebnis bei einem Grand-Slam-Turnier war das Erreichen des Achtelfinales der Australian Open 1992. Im Jahr zuvor hatte er sich mit Boris Becker an gleicher Stelle in der dritten Runde mit 311 Minuten das bis dato längste Match der Turniergeschichte geliefert. Becker gewann mit 7:6, 7:6, 0:6, 4:6 und 14:12.
In der Doppelkonkurrenz stand er jeweils ein Mal im Achtelfinale der Australian Open und der US Open.
Camporese spielte zwischen 1989 und 1997 21 Einzel- sowie neun Doppelpartien für die italienische Davis-Cup-Mannschaft. Sein größter Erfolg mit der Mannschaft war die Teilnahme am Halbfinale der Weltgruppe 1997 gegen Schweden. Er verlor seine beiden Einzel gegen Jonas Björkman und Thomas Enqvist sowie das Doppel an der Seite von Diego Nargiso. Schweden gewann schließlich 4:1. Im Laufe seiner Davis-Cup-Karriere feierte er unter anderem Siege über Michael Stich, Sergi Bruguera und Carlos Moyá.
Bei den Olympischen Sommerspielen 1988 und Olympischen Sommerspielen 1992 trat er im Einzel und Doppel für Italien an. 1988 schied er in der ersten Runde gegen Guy Forget aus, auch beim Doppel war in der ersten Runde gegen die Schweiz Endstation. Vier Jahre später erreichte er sowohl im Einzel wie auch im Doppel jeweils die zweite Runde. Sein Doppelpartner war jeweils Diego Nargiso.
Nach dem Ende seiner Profikarriere arbeitete er als Tennislehrer in Malcesine am Gardasee.

## Erfolge
| Legende                       |
| Grand Slam                    |
| Tennis Masters Cup            |
| ATP Masters Series (1)        |
| ATP International Series Gold |
| ATP International Series (6)  |
| ATP Challenger Tour (8)       |

### Einzel

#### Turniersiege

##### ATP Tour
| Nr. | Datum            | Turnier   | Belag   | Finalgegner      | Ergebnis      |
| --- | ---------------- | --------- | ------- | ---------------- | ------------- |
| 1.  | 25. Februar 1991 | Rotterdam | Teppich | Ivan Lendl       | 3:6, 7:6, 7:6 |
| 2.  | 3. Februar 1992  | Mailand   | Teppich | Goran Ivanišević | 3:6, 6:3, 6:4 |

##### Challenger Tour
| Nr. | Datum             | Turnier  | Belag     | Finalgegner       | Ergebnis      |
| --- | ----------------- | -------- | --------- | ----------------- | ------------- |
| 1.  | 22. Februar 1988  | Wien (1) | Teppich   | Wojciech Kowalski | 7:6, 2:6, 6:2 |
| 2.  | 20. Februar 1989  | Wien (2) | Teppich   | Nicklas Utgren    | 6:4, 3:6, 6:3 |
| 3.  | 9. September 1996 | Olbia    | Hartplatz | Marzio Martelli   | 4:6, 6:4, 6:3 |

#### Finalteilnahmen
| Nr. | Datum           | Turnier    | Belag | Finalgegner            | Ergebnis |
| --- | --------------- | ---------- | ----- | ---------------------- | -------- |
| 1.  | 20. August 1990 | San Marino | Sand  | Guillermo Pérez Roldán | 3:6, 3:6 |

### Doppel

#### Turniersiege

##### ATP Tour
| Nr. | Datum           | Turnier     | Belag   | Partner             | Finalgegner                 | Ergebnis      |
| --- | --------------- | ----------- | ------- | ------------------- | --------------------------- | ------------- |
| 1.  | 5. Februar 1990 | Mailand (1) | Teppich | Diego Nargiso       | Tom Nijssen Udo Riglewski   | 6:4, 6:4      |
| 2.  | 30. April 1990  | Madrid      | Sand    | Juan Carlos Báguena | Andrés Gómez Javier Sánchez | 6:4, 3:6, 6:3 |
| 3.  | 4. Februar 1991 | Mailand (2) | Teppich | Goran Ivanišević    | Tom Nijssen Cyril Suk       | 6:4, 7:6      |
| 4.  | 13. Mai 1991    | Rom         | Sand    | Goran Ivanišević    | Luke Jensen Laurie Warder   | 6:2, 6:3      |
| 5.  | 17. Juni 1991   | Manchester  | Rasen   | Goran Ivanišević    | Nick Brown Andrew Castle    | 6:4, 6:3      |

##### Challenger Tour
| Nr. | Datum           | Turnier  | Belag     | Partner            | Finalgegner                      | Ergebnis      |
| --- | --------------- | -------- | --------- | ------------------ | -------------------------------- | ------------- |
| 1.  | 5. Oktober 1987 | Messina  | Sand      | Diego Nargiso      | Dácio Campos Brett Dickinson     | 6:4, 6:4      |
| 2.  | 3. Juni 1991    | Turin    | Sand      | Renzo Furlan       | Sven Salumaa Tobias Svantesson   | 7:5, 3:6, 6:4 |
| 3.  | 31. Juli 1995   | Istanbul | Hartplatz | Lorenzo Manta      | Carlos Gómez Díaz Álex Calatrava | 6:3, 6:4      |
| 4.  | 8. April 1996   | Neapel   | Sand      | Diego Nargiso      | Ģirts Dzelde Tomas Nydahl        | 3:6, 6:4, 7:6 |
| 5.  | 19. Juli 1999   | Olbia    | Hartplatz | Giorgio Galimberti | Filippo Messori Massimo Valeri   | 6:4, 6:1      |

#### Finalteilnahmen
| Nr. | Datum           | Turnier   | Belag         | Partner          | Finalgegner                         | Ergebnis      |
| --- | --------------- | --------- | ------------- | ---------------- | ----------------------------------- | ------------- |
| 1.  | 8. Oktober 1989 | Basel     | Hartplatz (i) | Claudio Mezzadri | Udo Riglewski Michael Stich         | 3:6, 6:4, 0:6 |
| 2.  | 2. April 1990   | Estoril   | Sand          | Paolo Canè       | Sergio Casal Emilio Sánchez Vicario | 5:7, 6:4, 5:7 |
| 3.  | 9. Juli 1990    | Gstaad    | Sand          | Javier Sánchez   | Sergio Casal Emilio Sánchez Vicario | 3:6, 6:3, 5:7 |
| 4.  | 15. Juli 1991   | Stuttgart | Sand          | Goran Ivanišević | Wally Masur Emilio Sánchez Vicario  | 6:4, 3:6, 4:6 |